# Футбол у залах
Футбол в залах (Футзал) — командна гра з м'ячем в спортивному залі за правилами, близьким до футболу, змагання з якої проводяться під егідою AMF. Футбол в залах іноді називається футзалом або футзалом AMF. Іншою грою, яку також часто називають футзалом або футзалом ФІФА, є міні-футбол, змагання з якого проводяться під егідою ФІФА. Ці види спорту часто плутають, але між ними є різниця: футбол в залах ближче до великого футболу, в ньому дозволені підкати, а м'яч з ауту вводиться руками, на відміну від міні-футболу. Тому у міні-футболі гра будується на комбінаціях пасів, в той час як футбол в залах — більш контактна гра, в якій багато боротьби за м'яч.

## Історія футболу в залах
Футзал виник на початку 1930-х років в Монтевідео (Уругвай) завдяки старанням Хуана Карлоса Серіані (Juan Carlos Ceriani). Перша континентальна федерація (Південноамериканська конфедерація футболу в залі — la Confederación Sudamericana de Fútbol de Salón) була утворена в місті Асунсьйон, Парагвай.
У грудні 2002 року за ініціативою Панамериканської конфедерації футболу в залах (la Confederación Panamericana de Fútbol de Salón — PANAFUTSAL) була створена Всесвітня асоціація футболу в залах (Asociación Mundial de Fútbol de Salón — AMF). Ця організація, під головуванням парагвайця Роландо Аларкона Ріоса (Rolando Alarcón Ríos), заснована на базі всіх країн Америки, що практикують футбол в залах більше, ніж інші країни, покликана захищати інтереси футболу в залах і регулювати правила і дух змагань з цього виду спорту у всьому світі. Акт установи AMF підписали представники 24 країн, які обрали першого директора і заснували календар змагань на 2003 рік, даючи продовження вже наявним у світі змаганням і створюючи нові.
У наші дні регулярно проводяться чемпіонати світу з футболу в залах серед чоловіків, на останньому чемпіонаті світу, який пройшов в 2015 році в Білорусі, взяли участь 16 команд, перемогу здобула збірна Колумбії, яка у фіналі розгромила Парагвай з рахунком 4-0.

### Суперечки з ФІФА
Футбол в залах (вид спорту з егідою AMF) має спільні корені з міні-футболом (існуючим під егідою ФІФА). Поділ на два різних види спорту відбулося в 1980-і роки, коли ФІФА спробувала отримати контроль над футболом в залах і у неї виникли істотні розбіжності з PANAFUTSAL і FIFUSA. ФІФА заборонила використання слова «футбол» для іменування футболу в залах у версії PANAFUTSAL і FIFUSA. Через це на конгресі FIFUSA в 1985 році в Мадриді було прийнято рішення використовувати складене слово «futsal» («футзал»). Незабаром ФІФА також почала використовувати дане слово. Представники FIFUSA і країн-членів PANAFUTSAL неодноразово зустрічалися з представниками ФІФА, але досягти домовленості їм не вдалося.

## Футзал в Україні
Федерація футболу в залах України була заснована в 2001 році, але офіційна реєстрація була отримана тільки в 2004 року. Штаб-квартира організації знаходилася на території Автономної Республіки Крим. У 2003 році на дебютному для себе чемпіонаті світу в Парагваї Україна посіла 10 місце з 20 учасників. У 2006 році в Алушті пройшли перші європейські змагання на території України — Кубок європейських чемпіонів і Кубок кубків серед жінок.
Після анексії Криму проведення змагань на території Алушти стало неможливим і федерація переїхала до Харкова, змінивши назву на «Федерація футболу в залах і мікрофутзала України». Однак, при цьому практично перестали проводитися національні змагання. Федерація пропонувала брати участь в європейських клубних змаганнях під прапором України практично всім охочим. Станом на квітень 2015 президентом федерації є Альберт Солнцев, генеральним секретарем — Олександр Соколов.[джерело?]